# 長岡和弘
長岡 和弘（ながおか かずひろ、Kazuhiro Nagaoka、1951年10月6日 - ）は、日本のベーシスト・音楽ディレクター・音楽プロデューサー。長崎県大村市出身。血液型O型、身長168cm、体重47kg。福岡大学卒業。
1974年、甲斐バンドのベーシストとしてデビュー。1979年、シングル「HERO（ヒーローになる時、それは今）」が大ヒットするが、体調不良のために脱退。1980年、キャニオンレコード（現：ポニーキャニオン）に入社し、制作ディレクターとして斉藤由貴、石川ひとみ、谷山浩子、中島みゆき、チャゲ&飛鳥、BaBeらを担当する。2000年、独立して制作会社のjomonを設立し、aiko、capusule、ベッキー、半崎美子など、多くのアーティストを手掛ける一方、映像音楽プロデューサーとしても『ラストソング』『リング』『らせん』など、数々の映画やアニメ作品に関わる。2013年、故郷の大村市に拠点を移し、ハウステンボスの社長付き顧問として音楽制作やイベントのプロデュースに従事する。2016年、「シーハットおおむら」の館長に就任し、音楽・文化・スポーツなどのイベント企画の開催・運営にも取り組んでいる。

## 来歴
1970年代前半
『福大』フォークソング愛好会で井手雅英(後の「ピエロ」)と「リグビー」を結成
福岡のロック喫茶・『照和』に出入りしていたアマチュア時代は、大森信和と「筑前」「新撰組」というバンドを組んで活動していた。
1974年
甲斐よしひろ・大森・松藤英男とロックバンド『甲斐バンド』を結成し、シングル「バス通り」でベーシストとしてデビューする。
1979年
シングル「HERO（ヒーローになる時、それは今）」が大ヒットするものの、体調不良のため10月5日に脱退した。
1980年
ポニーキャニオンで石川ひとみの担当ディレクターとなる。
1985年
斉藤由貴の音楽プロデューサーを務め、以降も作品制作に関わる。
1990年代以降
映画音楽のプロデューサーを務めている。
1999年
独立し、レーベル・JOMONを立ち上げる。WOWOWのテレビドラマ『天然少女萬NEXT-横浜百夜篇』の音楽プロデューサーを務める。
2001年
崎谷健次郎のアルバム『SOUL ARCHEOLOGY』では、音楽プロデューサーを務めている。アルバム発表にあたって、長岡と崎谷はインディーズ・レコードレーベル『HillValley Records』を起ち上げた。このレーベルは、長岡の「岡」と崎谷の「谷」から採って合名したものであり、このアルバムが最初のタイトルとなった。
2000年代
崎谷が音楽担当する映画の音楽プロデューサーを務めている。

## 人物
- 1980年代以降、ポニーキャニオンでの音楽プロデューサー活動では、在籍したアーティストである斉藤由貴、崎谷健次郎、谷山浩子らとの親交が深い。
- 1980年代後半、頂点を極めていた斉藤由貴のアルバム制作を手がけているという話を甲斐よしひろが聞いて「なんでその才能を甲斐バンドで使ってくれなかったのか（笑）」と語った。
- 1989年、斉藤由貴のアルバム『áge（アージュ）』発表時、プロデュースした崎谷健次郎と斉藤の対談の司会を長岡が務めた[2]。

## 楽曲提供
- 甲斐バンド 「きんぽうげ」「汽笛の響き」「一日の終り」（作詞）

## 手がけたアーティスト
- aiko
- ASKA
- 石川ひとみ
- 伊丹哲也
- 岩崎良美
- 植村花菜
- 浦部雅美
- 甲斐よしひろ
- かとうれいこ
- capsule
- 京田未歩
- 小林千絵
- 斉藤由貴
- 酒井法子
- 崎谷健次郎
- John Hoon
- スージー・松原
- 高井麻巳子
- 田中陽子
- 谷山浩子
- チャゲ&飛鳥
- 塚本高史
- 中島みゆき
- 新妻聖子
- 西田ひかる
- 半崎美子
- ヒナタカコ
- 藤田恵美
- フローレンス（芳賀）
- BaBe
- ベッキー
- 堀川早苗
- まきちゃんぐ
- 松田悟志
- 松原みき
- 水樹奈々
- やな家（斉藤由貴・及川光博）
- 吉岡秀隆

## 音楽プロデュース

### 映画
- 『エンジェル 僕の歌は君の歌』（1992年11月7日、東宝・日本テレビ）
- 『ラストソング』（1994年2月5日、東宝・フジテレビ） - 音楽ディレクター。
- 『Lie Lie Lie』（1997年10月4日、東映・ポニーキャニオン・博報堂） - 音楽プロデューサー。
- 『リング』（1998年1月31日、「リング」「らせん」製作委員会） - 音楽プロデューサー。
- 『らせん』（1998年1月31日、「リング」「らせん」製作委員会） - 音楽プロデューサー。
- 『Sweet Sweet Ghost』（2000年9月15日、日活） - 音楽プロデューサー。
- 『うつつ』（2002年6月1日、日活・ケイエスエス・ソニーPCL） - 音楽プロデューサー。
- 『東京原発』（2004年3月13日、「東京原発」フィルムパートナーズ） - 音楽プロデューサー。
- 『狼少女』（2005年、バサラ・ピクチャーズ） - 音楽プロデューサー。
- 『変身』（2005年、日本出版販売） - 音楽プロデューサー。

### テレビドラマ
- 『天然少女萬NEXT-横浜百夜篇』（1999年11月25日、26日、WOWOW） - 音楽プロデューサー。

### テレビアニメ
- ゆめりあ（2004年、BS-i）
- 家庭教師ヒットマンREBORN!

## 出演

### ラジオ番組
・Happy Go Lucky!（2021年10月 - 、長崎放送）